# EFE (persagentschap)

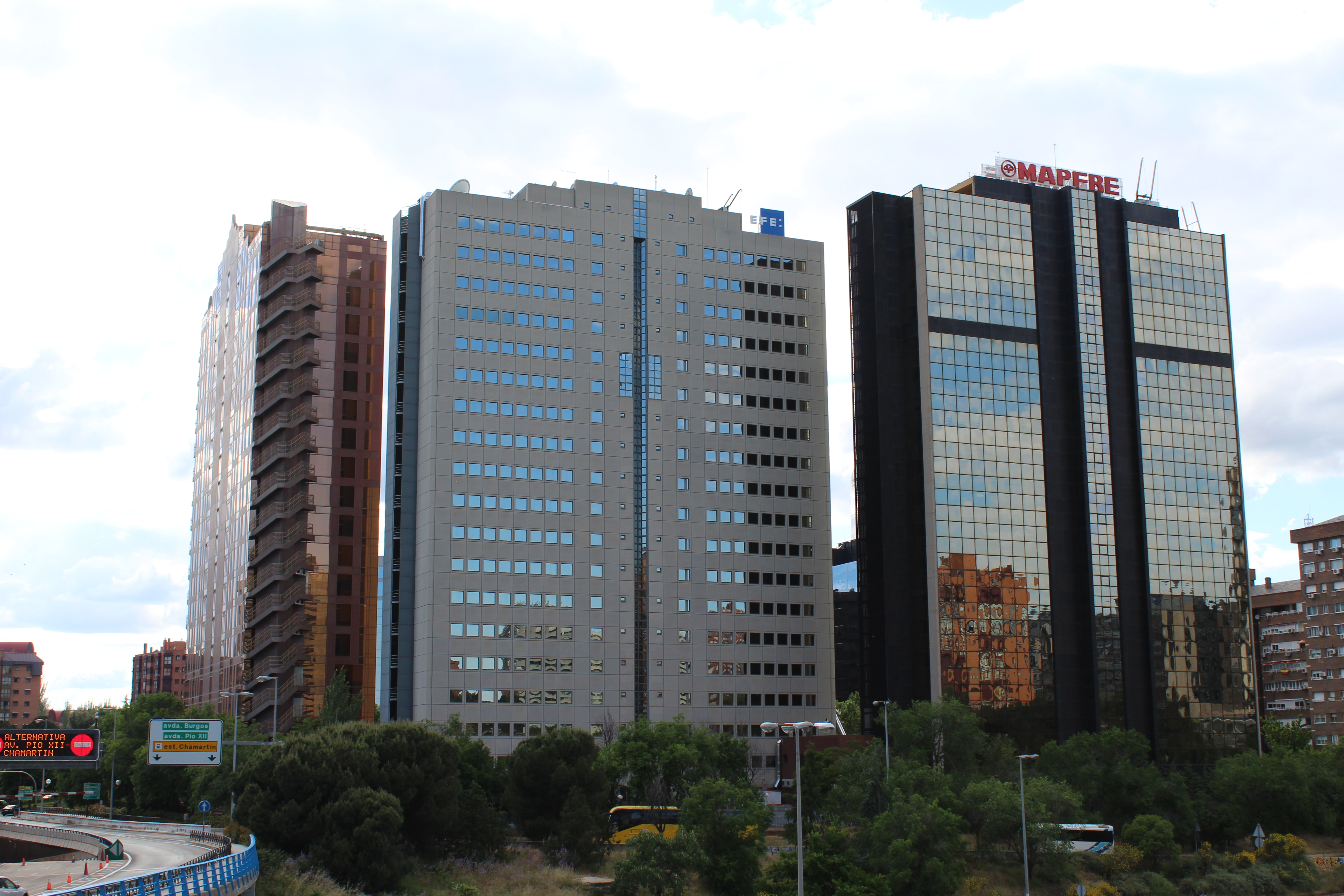
Hoofdgebouw van EFE (midden) in Madrid

EFE (voluit: Agencia EFE) is een Spaans persbureau, opgericht in 1939 tijdens de dictatuur van Franco door Ramón Serrano Suñer. Anno 2021 is EFE het belangrijkste persagentschap van de Spaanstalige wereld, en het grootste agentschap na Associated Press, Reuters en Agence France-Presse. 
EFE verspreidt zo'n 3 miljoen persberichten per jaar aan meer dan 2000 media, door middel van een netwerk van meer dan 3000 journalisten van meer dan 60 verschillende nationaliteiten. Het agentschap heeft redacties in Madrid, Bogota, Rio de Janeiro en Bangkok.
De eerste voorloper van EFE werd in 1865 opgericht en was daarmee het eerste Spaanse persbureau. De journalist Nilo María Fabra speelde hierbij een belangrijke rol. In 1870 werd contact gelegd met het Franse Agence Havas om internationaal nieuws in Spanje te verspreiden. In 1930 wordt Agencia EFE een naamloze vennootschap. Alle aandelen zijn in handen van het staatsbedrijf Sociedad Estatal de Participaciones Industriales (SEPI).